# Ancyluris lamprotaenia
Ancyluris lamprotaenia är en fjärilsart som beskrevs av Hans Ferdinand Emil Julius Stichel 1909. Ancyluris lamprotaenia ingår i släktet Ancyluris och familjen Riodinidae. Inga underarter finns listade i Catalogue of Life.